# Ерыкалова, Юлия Николаевна
Юлия Николаевна Ерыкалова — врач-терапевт узловой больницы станции Нижнеудинск ВСЖД, Герой Социалистического Труда (1982).

## Биография
Родилась в семье кузнеца. После переезда в Иркутскую область и окончания школы поступила в медучилище Иркутска, которое закончила в 1941 году. Во время войны готовила штат для лечения раненых с фронта, работала в подшефном военном госпитале. После войны руководила терапевтическим отделением Нижнеудинской железнодорожной больницы, затем была его ординатором. За выдающиеся успехи в труде и за заслуги в развитии медобслуживания города была награждена званием Героя Социалистического Труда.
Почётный гражданин города Нижнеудинска (1982).